# Polycarpon coquimbense
Polycarpon coquimbense là loài thực vật có hoa thuộc họ Cẩm chướng. Loài này được Gereau & Martic. miêu tả khoa học đầu tiên năm 1995.